# Роккаскаленья
Роккаскаленья (італ. Roccascalegna) — муніципалітет в Італії, у регіоні Абруццо,  провінція К'єті.
Роккаскаленья розташована на відстані близько 155 км на схід від Рима, 85 км на південний схід від Л'Аквіли, 34 км на південь від К'єті.
Населення — 1248 осіб (2014).
Щорічний фестиваль відбувається 27 вересня. Покровитель — S.S. Cosma e Damiano.

## Демографія
Населення за роками:

Станом на 1 січня 2023 року в муніципалітеті офіційно проживав 51 іноземець з 11 країн, серед них 18 громадян країн Євросоюзу.

## Сусідні муніципалітети
- Альтіно
- Аркі
- Бомба
- Казолі
- Джессопалена
- Торричелла-Пелінья